# Natasa Janics

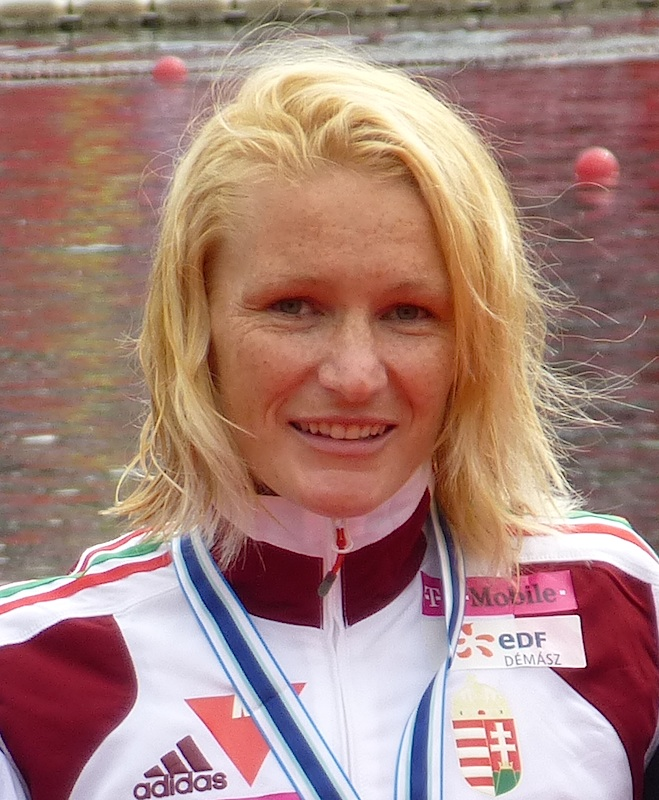
Natasa Janic (2012)

Natasa Janics (kroatisch: Nataša Janić, serbisch: Наташа Јанић, nach ihrer Heirat Natasa Dusev-Janics bzw. serbisch Наташа Душев-Јанић / Nataša Dušev-Janić; * 24. Juni 1982 in Bačka Palanka, Jugoslawien) ist eine ungarische Kanutin serbo-kroatischen Ursprungs.

## Werdegang
Janics startete zunächst für Jugoslawien, dann für Serbien und Montenegro, und seit 2001 für Ungarn, sowohl im Einer-, Zweier- als auch im Vierer-Kajak. Bei Olympischen Spielen gewann Janics bisher drei Gold- und eine Silbermedaille. In Sydney, damals noch für Jugoslawien startend, wurde sie Vierte im Einer-Kajak. 2004 gewann sie im Einzel und mit ihrer Partnerin Katalin Kovács im K-2, vier Jahre später gewannen die beiden wieder im K-2 und holten Silber im K-4.
Den ersten Weltmeistertitel für Ungarn startend gewann sie 2002 in Sevilla im Vierer-Kajak beim Sprint über 200 m. Im Zweier-Kajak war sie mit Kovács von 2005 an dominierend, sie gewann bei den Weltmeisterschaften in Zagreb drei Goldmedaillen 2005 über 200, 500 und 1000 Meter. Im Jahr 2006 schafften die beiden dieses Triple erneut im Zweier sowie erstmals auch im Vierer. 
Sie wurde in Ungarn 2004 zur Sportlerin des Jahres gekürt. Ihr Verein ist Démász Szeged Vízisport Egyesület, wo sie bei Viktor Vécsi und Nandor Sári trainiert. Bei einer Größe von 1,74 Meter hat sie ein Wettkampfgewicht von 67 kg.
Natasa Janics ist die Tochter von Milan Janić, der bei den Olympischen Spielen 1984 in Los Angeles für das damalige Jugoslawien die Silbermedaille im Einer-Kajak über 1000 Meter gewann. Ihre Brüder Mićo und Stjepan Janić sind ebenfalls Kanuten. Seit Dezember 2010 ist sie mit dem bulgarischen Kanuten Andrian Duschew (Andrian Dušev) verheiratet.

## Erfolge

### Olympische Spiele

#### 2004 in Athen
- Goldmedaille, Einer-Kajak 500 m
- Goldmedaille, Zweier-Kajak 500 m

#### 2008 in Peking
- Goldmedaille, Zweier-Kajak 500 m
- Silbermedaille, Vierer-Kajak 500 m

### Weltmeisterschaften im Kanurennsport

#### 2002
- Goldmedaille, Vierer-Kajak 200 m
- Vierter Platz, Einer-Kajak 200 m

#### 2003
- Goldmedaille, Vierer-Kajak 1000 m

#### 2005
- Goldmedaille, Zweier-Kajak 1000 m
- Goldmedaille, Zweier-Kajak 500 m
- Goldmedaille, Zweier-Kajak 200 m

#### 2006
- Goldmedaille, Vierer-Kajak 1000 m
- Goldmedaille, Vierer-Kajak 500 m
- Goldmedaille, Vierer-Kajak 200 m
- Goldmedaille, Zweier-Kajak 1000 m
- Goldmedaille, Zweier-Kajak 500 m
- Goldmedaille, Zweier-Kajak 200 m

#### 2007
- Goldmedaille, Einer-Kajak 200 m